# Балінць (Румунія)
Балінць, Балінці (рум. Balinți) — село у повіті Ботошані в Румунії. Входить до складу комуни Хавирна.
Село розташоване на відстані 404 км на північ від Бухареста, 33 км на північ від Ботошань, 119 км на північний захід від Ясс.

## Населення
За даними перепису населення 2002 року у селі проживали 452 особи, усі — румуни. Усі жителі села рідною мовою назвали румунську.